# Pro League 2012-2013
La Jupiler Pro League 2012-2013 è stata la 110ª edizione del massimo campionato di calcio del Belgio, per il 19º anno consecutivo sponsorizzato dalla Jupiler. La stagione è iniziata il 28 luglio 2012 ed è terminata il 26 maggio 2013. L'Anderlecht, squadra campione in carica, ha replicato il successo dell'anno precedente vincendo il campionato belga per la trentaduesima volta.

## Stagione

### Novità
Il Sint-Truiden era retrocesso in Tweede klasse dopo aver perso lo spareggio salvezza contro il Westerlo. Il Westerlo, a sua volta, era retrocesso dopo essersi piazzato all'ultimo posto dei play-off promozione di Tweede klasse.

Erano stati promossi lo Charleroi, primo classificato nella Tweede klasse, e il Waasland-Beveren, vincitore dei play-off promozione.

### Regolamento
Le 16 squadre partecipanti si affrontano in un girone di andata e ritorno, per un totale di 30 giornate.

Le prime 6 classificate partecipano ai play-off scudetto, affrontandosi in un girone di andata e ritorno di 10 giornate. Le squadre partono con la metà dei punti conquistati nella stagione regolare, arrotondata per eccesso. La squadra campione del Belgio e la seconda classificata si qualificano rispettivamente per la fase a gironi e per il terzo turno di qualificazione della UEFA Champions League 2013-2014. La terza classificata si qualifica per il terzo turno di qualificazione della UEFA Europa League 2013-2014.

Le squadre classificate dal 7º al 14º posto partecipano ai play-off per l'Europa League. Le squadre sono divise in due gironi di 4, con partite di andata e ritorno per un totale di 6 giornate. Le vincenti dei due gironi si affrontano in partite di andata e ritorno. La squadra vincente affronta quindi la quarta classificata dei playoff scudetto in un test match con partite di andata e ritorno. La vincente del test match si qualifica per il secondo turno di qualificazione della UEFA Europa League 2013-2014.

Le ultime due classificate si affrontano in una serie di 5 partite, con la squadra meglio piazzata che parte con 3 punti di bonus e che gioca in casa l'eventuale bella. La perdente retrocede in Tweede klasse, mentre la vincente gioca i play-off promozione con le squadre piazzate dal secondo al quarto posto della Tweede klasse. I play-off promozione prevedono un girone di andata e ritorno, per un totale di 6 giornate. La prima classificata ottiene il diritto di partecipare alla Pro League 2013-2014.

## Squadre partecipanti
| Club             | Stagione | Città      | Stadio                         | Stagione 2011-2012                     |
| ---------------- | -------- | ---------- | ------------------------------ | -------------------------------------- |
| Anderlecht       | dettagli | Anderlecht | Constant Vanden Stock Stadium  | Campione del Belgio                    |
| Beerschot        | dettagli | Anversa    | Anversa                        | 11º posto in Pro League                |
| Cercle Bruges    | dettagli | Bruges     | Stadio Jan Breydel             | 8º posto in Pro League                 |
| Charleroi        | dettagli | Charleroi  | Stade du Pays de Charleroi     | 1º posto in Tweede klasse              |
| Club Bruges      | dettagli | Bruges     | Stadio Jan Breydel             | 7º posto in Pro League                 |
| Genk             | dettagli | Genk       | Cristal Arena                  | 3º posto in Pro League                 |
| Gent             | dettagli | Gand       | Jules Ottenstadion             | 4º posto in Pro League                 |
| Kortrijk         | dettagli | Courtrai   | Stadio Guldensporen            | 6º posto in Pro League                 |
| Lierse           | dettagli | Lier       | Herman Vanderpoortenstadion    | 11º posto in Pro League                |
| Lokeren          | dettagli | Lokeren    | Daknamstadion                  | 13º posto in Pro League                |
| Malines          | dettagli | Malines    | Argosstadion Achter de Kazerne | 13º posto in Pro League                |
| Mons             | dettagli | Mons       | Stadio Charles Tondreau        | 8º posto in Pro League                 |
| OH Lovanio       | dettagli | Lovanio    | Den Dreef                      | 9º posto in Pro League                 |
| Standard Liegi   | dettagli | Liegi      | Sclessin Stadion               | 5º posto in Pro League                 |
| Waasland-Beveren | dettagli | Beveren    | De Freethiel                   | 1º posto nei play-off di Tweede klasse |
| Zulte Waregem    | dettagli | Waregem    | Regenboogstadion               | 9º posto in Pro League                 |

## Stagione regolare

### Classifica finale
|  | Pos. | Squadra          | Pt | G  | V  | N  | P  | GF | GS | DR  |
|  | ---- | ---------------- | -- | -- | -- | -- | -- | -- | -- | --- |
|  | 1.   | Anderlecht       | 67 | 30 | 20 | 7  | 3  | 69 | 27 | +42 |
|  | 2.   | Zulte Waregem    | 63 | 30 | 19 | 6  | 5  | 49 | 29 | +20 |
|  | 3.   | Genk             | 55 | 30 | 15 | 10 | 5  | 63 | 40 | +23 |
|  | 4.   | Club Bruges      | 54 | 30 | 15 | 9  | 6  | 66 | 43 | +23 |
|  | 5.   | Lokeren          | 51 | 30 | 14 | 9  | 7  | 53 | 38 | +15 |
|  | 6.   | Standard Liegi   | 50 | 30 | 15 | 5  | 10 | 54 | 33 | +21 |
|  | 7.   | Mons             | 44 | 30 | 13 | 5  | 12 | 48 | 53 | -5  |
|  | 8.   | Malines          | 41 | 30 | 12 | 5  | 13 | 44 | 42 | +2  |
|  | 9.   | Kortrijk         | 39 | 30 | 11 | 6  | 13 | 31 | 30 | +1  |
|  | 10.  | OH Lovanio       | 36 | 30 | 8  | 12 | 10 | 46 | 51 | -5  |
|  | 11.  | Charleroi        | 34 | 30 | 10 | 4  | 16 | 30 | 49 | -19 |
|  | 12.  | Gent             | 34 | 30 | 8  | 10 | 12 | 33 | 40 | -7  |
|  | 13.  | Waasland-Beveren | 30 | 30 | 7  | 9  | 14 | 28 | 49 | -21 |
|  | 14.  | Lierse           | 26 | 30 | 5  | 11 | 14 | 28 | 53 | -25 |
|  | 15.  | Beerschot        | 23 | 30 | 6  | 5  | 19 | 31 | 61 | -30 |
|  | 16.  | Cercle Bruges    | 14 | 30 | 3  | 5  | 22 | 30 | 65 | -35 |

Legenda:

      Ammesse ai play-off scudetto

      Ammesse ai play-off Europa League

      Ammesse allo spareggio salvezza

### Risultati
|                  | And  | Ber  | CeB  | Cha  | ClB  | Gnk  | Gnt  | Kor  | Lie  | Lok  | Mec  | Mon  | OHL  | Sta  | Waa  | ZWa  |
| ---------------- | ---- | ---- | ---- | ---- | ---- | ---- | ---- | ---- | ---- | ---- | ---- | ---- | ---- | ---- | ---- | ---- |
| Anderlecht       | –––– | 1-0  | 2-1  | 2-0  | 6-1  | 2-2  | 5-0  | 1-0  | 4-1  | 3-0  | 1-0  | 2-1  | 2-1  | 2-2  | 2-0  | 0-1  |
| Beerschot        | 1-4  | –––– | 3-1  | 2-0  | 1-7  | 0-2  | 2-2  | 2-1  | 1-3  | 2-4  | 0-2  | 0-0  | 1-3  | 3-2  | 1-2  | 1-1  |
| Cercle Bruges    | 0-3  | 3-1  | –––– | 1-0  | 0-3  | 3-1  | 2-2  | 1-2  | 0-3  | 0-1  | 1-2  | 1-3  | 1-1  | 0-1  | 2-2  | 1-2  |
| Charleroi        | 2-0  | 1-0  | 2-1  | –––– | 0-1  | 1-2  | 1-1  | 2-0  | 1-0  | 0-2  | 1-1  | 1-2  | 0-4  | 2-6  | 3-0  | 0-1  |
| Club Bruges      | 2-2  | 3-1  | 4-0  | 1-0  | –––– | 1-1  | 0-0  | 0-0  | 3-0  | 2-3  | 1-1  | 2-0  | 3-1  | 4-2  | 3-1  | 0-1  |
| Genk             | 2-4  | 3-0  | 3-3  | 3-1  | 4-1  | –––– | 3-2  | 2-0  | 4-1  | 1-0  | 2-1  | 5-1  | 1-1  | 0-2  | 1-1  | 2-0  |
| Gent             | 1-1  | 2-1  | 2-0  | 1-2  | 2-2  | 1-2  | –––– | 0-1  | 2-0  | 2-1  | 0-2  | 2-0  | 1-1  | 0-0  | 0-2  | 0-1  |
| Kortrijk         | 1-1  | 4-0  | 1-2  | 0-1  | 1-1  | 1-1  | 1-0  | –––– | 4-1  | 2-3  | 2-1  | 0-1  | 0-0  | 2-1  | 2-1  | 1-2  |
| Lierse           | 1-1  | 1-3  | 1-1  | 0-1  | 3-2  | 1-1  | 2-0  | 1-0  | –––– | 1-1  | 0-2  | 0-3  | 1-1  | 0-0  | 0-0  | 1-4  |
| Lokeren          | 0-2  | 1-0  | 3-0  | 1-1  | 1-1  | 3-4  | 2-2  | 0-1  | 2-2  | –––– | 2-1  | 2-2  | 2-2  | 2-1  | 2-0  | 1-1  |
| Mechelen         | 1-4  | 0-2  | 2-0  | 4-2  | 3-3  | 2-1  | 1-0  | 0-2  | 3-0  | 2-1  | –––– | 3-0  | 1-2  | 0-2  | 0-1  | 2-3  |
| Mons             | 0-5  | 1-0  | 3-2  | 2-3  | 1-3  | 1-5  | 0-2  | 1-0  | 1-1  | 1-2  | 2-3  | –––– | 5-2  | 3-1  | 3-0  | 1-1  |
| OH Leuven        | 1-1  | 1-1  | 3-2  | 1-0  | 4-1  | 2-2  | 1-1  | 0-0  | 2-2  | 2-6  | 3-1  | 1-3  | –––– | 0-4  | 5-2  | 0-1  |
| Standard         | 2-1  | 3-0  | 2-1  | 6-1  | 1-3  | 0-0  | 1-2  | 2-0  | 3-0  | 0-2  | 3-2  | 0-1  | 2-0  | –––– | 3-1  | 0-1  |
| Waasland-Beveren | 1-2  | 3-2  | 2-0  | 0-0  | 1-1  | 1-1  | 0-2  | 1-0  | 1-1  | 0-0  | 0-0  | 2-2  | 2-0  | 0-2  | –––– | 0-2  |
| Zulte Waregem    | 2-3  | 0-0  | 3-1  | 4-1  | 1-2  | 3-2  | 3-1  | 2-0  | 2-0  | 0-3  | 1-1  | 2-4  | 2-1  | 0-0  | 2-0  | –––– |

## Play-off scudetto

### Classifica
|                   | Pos. | Squadra        | Pt | G  | V | N | P | GF | GS | DR |
| ----------------- | ---- | -------------- | -- | -- | - | - | - | -- | -- | -- |
| Belgio (bandiera) | 1.   | Anderlecht     | 49 | 10 | 4 | 3 | 3 | 16 | 11 | +5 |
|                   | 2.   | Zulte Waregem  | 47 | 10 | 4 | 3 | 3 | 20 | 20 | 0  |
|                   | 3.   | Club Bruges    | 46 | 10 | 6 | 1 | 3 | 21 | 17 | +4 |
|                   | 4.   | Standard Liegi | 42 | 10 | 5 | 2 | 3 | 18 | 17 | +1 |
|                   | 5.   | Genk           | 40 | 10 | 3 | 3 | 4 | 11 | 12 | -1 |
|                   | 6.   | Lokeren        | 31 | 10 | 1 | 2 | 7 | 15 | 24 | -9 |

Legenda:

      Campione del Belgio e ammessa alla UEFA Champions League 2013-2014

      Ammessa alla UEFA Champions League 2013-2014

      Ammessa alla UEFA Europa League 2013-2014

      Ammessa al test-match per l'Europa League

### Risultati
|               | And  | ClB  | Gnk  | Lok  | Sta  | ZWa  |
| ------------- | ---- | ---- | ---- | ---- | ---- | ---- |
| Anderlecht    | –––– | 1-1  | 1-2  | 3-0  | 2-0  | 1-1  |
| Club Bruges   | 2-1  | –––– | 1-0  | 2-1  | 0-2  | 3-4  |
| Genk          | 1-2  | 0-2  | –––– | 2-1  | 1-1  | 1-1  |
| Lokeren       | 2-4  | 1-4  | 0-0  | –––– | 4-1  | 2-3  |
| Standard      | 0-0  | 2-4  | 3-0  | 4-3  | –––– | 1-0  |
| Zulte Waregem | 2-1  | 5-2  | 0-4  | 1-1  | 3-4  | –––– |

## Play-off Europa League

### Girone A

#### Classifica
|  | Pos. | Squadra  | Pt | G | V | N | P | GF | GS | DR |
|  | ---- | -------- | -- | - | - | - | - | -- | -- | -- |
|  | 1.   | Gent     | 14 | 6 | 4 | 2 | 0 | 9  | 3  | +6 |
|  | 2.   | Mons     | 10 | 6 | 3 | 1 | 2 | 7  | 8  | -1 |
|  | 3.   | Kortrijk | 5  | 6 | 1 | 2 | 3 | 4  | 6  | -2 |
|  | 4.   | Lierse   | 4  | 6 | 1 | 1 | 4 | 5  | 8  | -3 |

Legenda:

      Ammessa allo spareggio Europa League

#### Risultati
|          | Gnt  | Kor  | Lie  | Mon  |
| -------- | ---- | ---- | ---- | ---- |
| Gent     | –––– | 1-0  | 3-0  | 2-1  |
| Kortrijk | 0-0  | –––– | 0-3  | 3-0  |
| Lierse   | 1-2  | 0-0  | –––– | 0-1  |
| Mons     | 1-1  | 2-1  | 2-1  | –––– |

### Girone B

#### Classifica
|  | Pos. | Squadra          | Pt | G | V | N | P | GF | GS | DR |
|  | ---- | ---------------- | -- | - | - | - | - | -- | -- | -- |
|  | 1.   | OH Lovanio       | 10 | 6 | 3 | 1 | 2 | 9  | 8  | +1 |
|  | 2.   | Malines          | 10 | 6 | 3 | 1 | 2 | 8  | 7  | +1 |
|  | 3.   | Charleroi        | 7  | 6 | 1 | 4 | 1 | 5  | 3  | +2 |
|  | 4.   | Waasland-Beveren | 5  | 6 | 1 | 2 | 3 | 3  | 7  | -4 |

Legenda:

      Ammessa allo spareggio Europa League

#### Risultati
|                  | Cha  | Mec  | OHL  | Waa  |
| ---------------- | ---- | ---- | ---- | ---- |
| Charleroi        | –––– | 1-2  | 3-0  | 1-1  |
| Mechelen         | 0-0  | –––– | 1-5  | 2-0  |
| OH Leuven        | 0-0  | 0-3  | –––– | 3-1  |
| Waasland-Beveren | 0-0  | 1-0  | 0-1  | –––– |

### Finale
| Squadra 1  | Totale | Squadra 2 | Andata | Ritorno |
| ---------- | ------ | --------- | ------ | ------- |
| OH Lovanio | 2 – 8  | Gent      | 1 – 4  | 1 – 4   |

| Arbitro: | Alexandre Boucaut |

|            |           |                                                             |
| Ruytinx 2’ | Marcatori | 20’ Soumahoro 34’ Kage 60’ Van der Bruggen 82’ (rig.) Mboyo |

| Arbitro: | Jérôme Efong Nzolo |

|                                             |           |            |
| Jorge López 5’, 42’ Brüls 71’ Coulibaly 81’ | Marcatori | 58’ Ngolok |

## Test-match per l'Europa League
| Squadra 1 | Totale | Squadra 2      | Andata | Ritorno |
| --------- | ------ | -------------- | ------ | ------- |
| Gent      | 1 – 7  | Standard Liegi | 1 – 0  | 0 – 7   |

| Arbitro: | Johan Verbist |

|           |           |  |
| Mboyo 83’ | Marcatori |  |

| Arbitro: | Serge Gumienny |

|                                                                                   |           |  |
| Batshuayi 4’ Bulot 15’ M'Poku 35’, 39’ (rig.), 79’ (rig.) Ghoochannejhad 72’, 82’ | Marcatori |  |

## Spareggio salvezza

### Classifica
|  | Pos. | Squadra       | Pt | G | V | N | P | GF | GS | DR |
|  | ---- | ------------- | -- | - | - | - | - | -- | -- | -- |
|  | 1.   | Cercle Bruges | 9  | 4 | 3 | 0 | 1 | 5  | 3  | +2 |
|  | 2.   | Beerschot     | 6  | 4 | 1 | 0 | 3 | 3  | 5  | -2 |

Legenda:

      Ammessa ai play-off promozione

      Retrocessa in Tweede klasse

### Risultati
| Squadra 1 | Squadra 2     | Gara 1 | Gara 2 | Gara 3 | Gara 4 |
| --------- | ------------- | ------ | ------ | ------ | ------ |
| Beerschot | Cercle Bruges | 1 – 0  | 0 – 1  | 1 – 2  | 1 – 2  |

## Play-off promozione

### Classifica
|  | Pos. | Squadra           | Pt | G | V | N | P | GF | GS | DR  |
|  | ---- | ----------------- | -- | - | - | - | - | -- | -- | --- |
|  | 1.   | Cercle Bruges     | 12 | 6 | 4 | 0 | 2 | 13 | 8  | +5  |
|  | 2.   | Mouscron-Péruwelz | 12 | 6 | 4 | 0 | 2 | 9  | 9  | 0   |
|  | 3.   | Westerlo          | 10 | 6 | 3 | 1 | 2 | 11 | 4  | +7  |
|  | 4.   | White Star Woluwe | 1  | 6 | 0 | 1 | 5 | 4  | 16 | -12 |

Legenda:

      Ammessa in Pro League 2013-2014

### Risultati
|                   | CBr  | Mou  | Wes  | WSW  |
| ----------------- | ---- | ---- | ---- | ---- |
| Cercle Bruges     | –––– | 1-2  | 1-0  | 4-0  |
| Mouscron Peruwelz | 0-3  | –––– | 1-0  | 3-1  |
| Westerlo          | 5-0  | 3-1  | –––– | 1-1  |
| White Star Woluwe | 1-4  | 1-2  | 0-2  | –––– |

## Statistiche e record

### Classifica marcatori
| Gol |  |  | Giocatore         | Squadra        |
| --- |  |  | ----------------- | -------------- |
| 23  |  |  | Carlos Bacca      | Club Bruges    |
| 17  |  |  | Dieumerci Mbokani | Anderlecht     |
| 17  |  |  | Ibou              | OH Lovanio     |
| 16  |  |  | Jelle Vossen      | Genk           |
| 14  |  |  | Imoh Ezekiel      | Standard Liegi |
| 13  |  |  | Franck Berrier    | Zulte Waregem  |
| 13  |  |  | Ilombe Mboyo      | Gent           |
| 12  |  |  | Maxime Lestienne  | Club Bruges    |
| 11  |  |  | Tom De Sutter     | Anderlecht     |
| 10  |  |  | Nicklas Pedersen  | Malines        |

### Capoliste solitarie
- Dalla 5ª giornata alla 10ª giornata:  Club Bruges
- Dalla 15ª giornata alla 30ª giornata:  Anderlecht

## Verdetti finali
- Campione del Belgio: Anderlecht
- In UEFA Champions League 2013-2014: Anderlecht Zulte Waregem
- In UEFA Europa League 2013-2014: Club Bruges Genk e Standard Liegi
- Retrocesse in Tweede klasse: Beerschot